# Ескілд Еббесен
Ескілд Еббесен  (дан. Eskild Ebbesen, 27 травня 1972) — данський веслувальник, триразовий олімпійський чемпіон.

## Виступи на Олімпіадах
| Олімпіада    | Дисципліна                              | Місце |
| ------------ | --------------------------------------- | ----- |
| Атланта 1996 | легка четвірка розстібна без стернового | 1     |
| Сідней 2000  | легка четвірка розстібна без стернового | 3     |
| Афіни 2004   | легка четвірка розстібна без стернового | 1     |
| Пекін 2008   | легка четвірка розстібна без стернового | 1     |
| Лондон 2012  | легка четвірка розстібна без стернового | 3     |